# Avro Lancaster
Az Avro Lancaster egy nehézbombázó repülőgép volt a második világháború idején, melyet az Avro cég gyártott a Brit Királyi Légierő számára. A Handley Page Halifaxszal együtt a háború során legszélesebb körben használt brit bombázórepülőgép volt.

## Tervezése és szerkezete

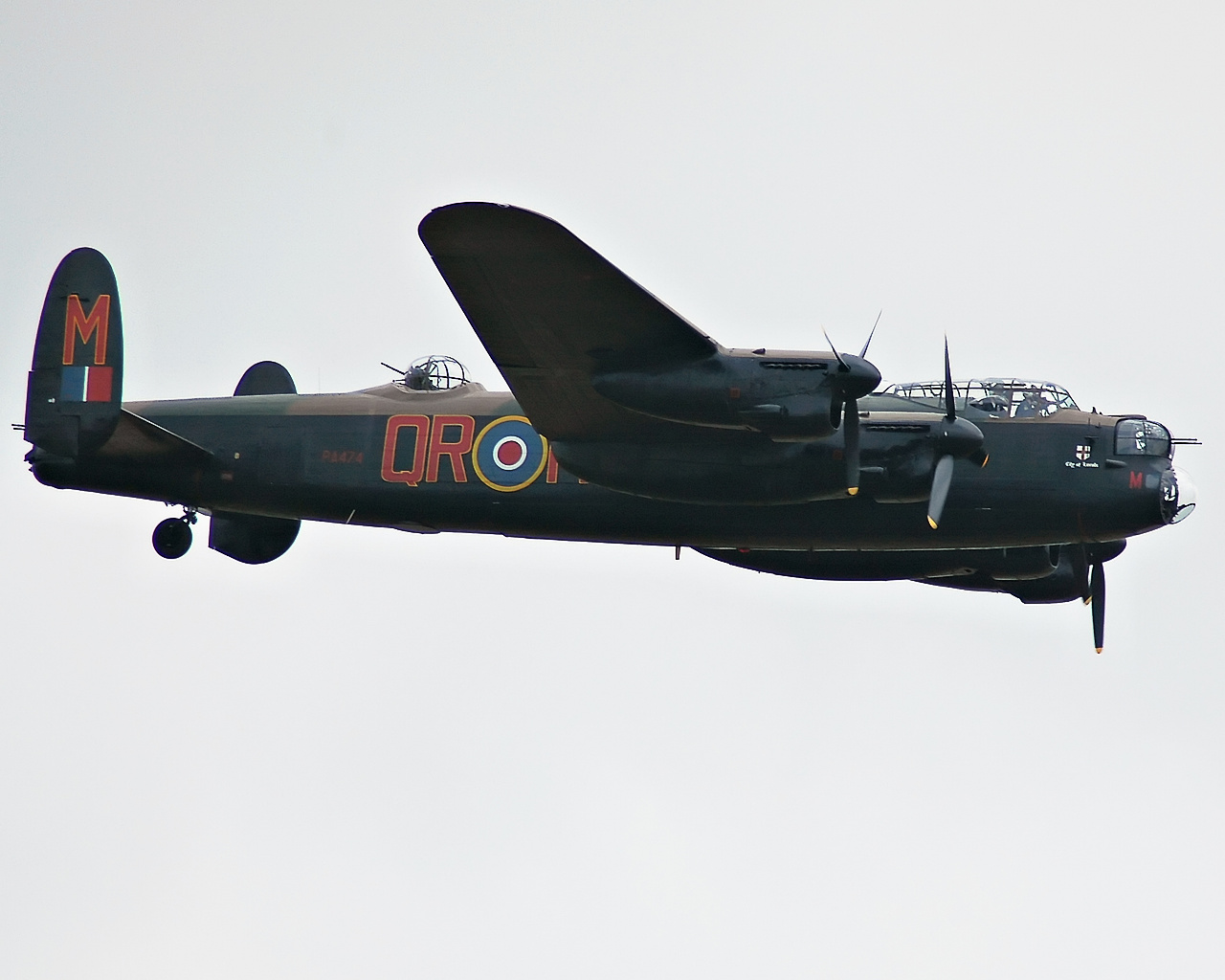

Az Avro Lancastert az Avro Manchesterből fejlesztették ki, létrehozva egy négymotoros, teljesen fémből felépített nehézbombázót, amelyet Rolls-Royce Merlin 20-as V-motorokkal szereltek fel. Az így létrejött robusztus gép jó védelmi és támadó tűzerővel rendelkezett. Védelmi fegyverzetét 8 db forgatható M1919 Browning géppuska adta, melyből kettő az orr lövésztornyában, kettő a toronyban, felül a törzsre szerelve, négy géppuska pedig a faroklövész tornyában volt elhelyezve. A gép bevetéseken maximum 8163 kg bombát tudott szállítani.
A Lancasternek a korhoz képest nagyon fejlett kommunikációs rendszere volt. A gépek többsége R1155 vevőkészülékkel és T1154 jeladókészülékkel volt felszerelve.

## Bevetési története
Az Avro Lancaster először 1941. január 8-án szállt fel, majd miután a próbarepülés sikeresnek bizonyult, megkezdődött a gép sorozatgyártása. Az első repülőszázadot először 1942 elején szerelték fel a típussal, az első bevetések pedig márciusban történtek.
A Lancesterek 1942 és 1945 között összesen 618.378 tonna bombát dobtak le ellenséges területen és összesen 3249 gép semmisült meg harc közben. A gépek leghíresebb bevetésének az úgynevezett Chastise hadművelet számított, melynek során a brit bombázók a fontos német ipari központ, a Ruhr-vidék környékén levő gátak ellen intéztek támadást, amelyek közül kettőt sikerült is lerombolni. A Lancasterek a későbbiekben részt vettek a németországi városok ellen végrehajtott terrorbombázásokban és különösen nagy sikert jelentett a Tirpitz csatahajó elsüllyesztése (1944-ben). Később egy részüket bevetették a távol-keleti fronton is.
A második világháborút követően más háborúkban már nem vetették be, mivel átvette helyét az Avro Lincoln és az Avro York. Legutoljára a kanadai légierő vonta ki a hadrendből 1963-ban.

## Használók
Argentína
- 1947-től

 Ausztrália
 Egyesült Királyság
 Kanada
 Egyiptom
 Franciaország
 Lengyelország
 Szovjetunió
 Svédország

## Típusváltozatok
- Lancaster B I. -
- Lancaster B I. Special – a háború alatt használt legnagyobb brit gyártmányú bomba, a Grand Slam hordozására használták, 33 B I.-es típust átépítve erre a célra. Meghosszabbították a bombatárat, és a súlycsökkentés érdekében elhagyták mind a törzsbe, mind az orra épített lövésztornyot.

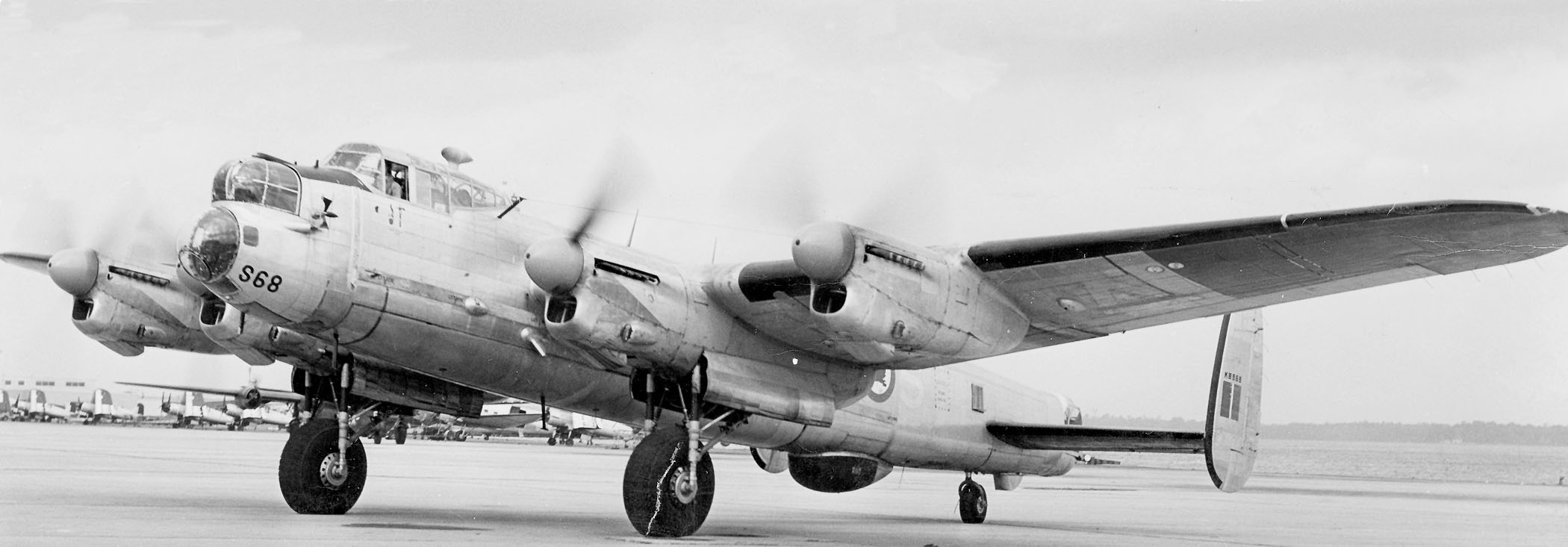
A kanadai Légierő egy Lancaster Mk. 10MP-je 1953-ban Floridában

- Lancaster PR1 – felderítő repülőgép
- Lancaster B II. – Bristol Hercules hajtóművel megerősített változat
- Lancaster B III.
- Lancaster B IV.
- Lancaster B V.
- Lancaster B VI.
- Lancaster B VII.
- Lancaster B X. – Kanadában, licenc alapján gyártott változat
- Lancaster ASR 3 – tengeri mentésre létrehozott típus
- Lancaster GR 3 – tengeri felderítésre használt változat

## Szakirodalom
- Franks, Norman. Claims to Fame: The Lancaster. London: Arms & Armour Press, 1995
- Franks, Richard A. The Avro Lancaster, Manchester and Lincoln: A Comprehensive Guide for the Modeller. London: SAM Publications, 2000
- Holmes, Harry. Avro Lancaster (Combat Legend series). Shrewsbury, UK: Airlife Publishing Ltd., 2002
- Holmes, Harry. Avro Lancaster. The Definitive Record 2nd Edition. Shrewsbury, UK: Airlife Publishing Ltd, 2001
- "The Immortal Lanc". Wings Volume 1, Part 8, 1977. London, UK: Orbis Publishing Ltd.
- Jackson, A.J. Avro Aircraft since 1908, 2nd edition. London: Putnam Aeronautical Books, 1990
- Jacobs, Peter. The Lancaster Story. London: Arms & Armour Press, 1996
- Mason, Francis K. The British Bomber since 1914. London:Putnam, 1994
- Mason, Tim. The Secret Years: Flight Testing at Boscombe Down 1939-1945. Manchester, UK: Hikoki, 1998
- Moyes, Philip J.R. Avro Lancaster I & II. Kidlington, Oxford, UK: Vintage Aviation Publications Ltd., 1979
- Page, Bette. Mynarski's Lanc: The Story of Two Famous Canadian Lancaster Bombers KB726 & FM213. Erin, Ontario: Boston Mills Press, 1989
- Richards, Denis. The Hardest Victory: RAF Bomber Command in the Second World War. London: Coronet, 1995
- Robertson, Bruce. Lancaster: The Story of a Famous Bomber. Watford, Hertfordshire, UK: Argus Books Ltd., Fifth impression 1977, First impression 1964
- Mike Spick: A II. világháború híres bombázói. Az Avro Lancaster és a Boeing B-17-es repülőerőd; ford. Szabolcsi Ferenc, Veréb András; Hajja, Debrecen, 1999 (20. századi hadtörténet)